# Hallenser Madrigalisten
Die Hallenser Madrigalisten sind ein Kammerchor, dessen musikalische Bandbreite sich von Stücken der Renaissance bis hin zu Uraufführungen zeitgenössischer Werke erstreckt. Das Herzstück ihrer Arbeit liegt im A-cappella-Gesang. Dabei legt das Ensemble Wert auf Detailarbeit und differenzierte Interpretation.

## Geschichte
Siegfried Bimberg gründete die Hallenser Madrigalisten im Jahr 1963 als Kammerchor am Institut für Musikwissenschaft der Martin-Luther-Universität Halle-Wittenberg.
1973 wurde das Ensemble mit dem Händelpreis des Bezirkes Halle ausgezeichnet.
Unter der Leitung von Andreas Göpfert (Leiter 1980–1999) gewannen die Hallenser Madrigalisten 1995 unter anderem den Grand Prix des internationalen Chorwettbewerbs in Tolosa. Dies wurde der Höhepunkt einer Reihe von Auszeichnungen, Fernseh- und Rundfunkproduktionen sowie CD-Einspielungen im In- und Ausland.
Von 1999 bis 2003 wurde der Chor von Helko Siede (1969–2008) geleitet. In seine Schaffensphase fällt unter anderem die Erstaufführung des Werkes „Der gelbe Klang“ von Alfred Schnittke (Leitung: Eberhard Kloke) im Rahmen der EXPO 2000.
Unter Sebastian Reim konzertierte der Chor im Rahmen zahlreicher Musikfestivals, u. a. die Galeriekonzerte in der Dresdner Semperoper, des MDR Musiksommers, des Festivals Sandstein und Musik, des Rheingau Musik Festivals, Leipziger Bachfestes oder der Hildebrandt-Tage Naumburg.
Tobias Löbner ist seit 2010 Dirigent der Hallenser Madrigalisten. Unter seiner Leitung erhielt das Ensemble beim 11. Deutschen Chorwettbewerb 2023 in der Kategorie „Gemischte Kammerchöre“ den 2. Preis mit dem Prädikat „mit hervorragendem Erfolg teilgenommen“.
2023 begeht der Kammerchor sein 60. Jubiläum. Es liegen mehrere CD-Produktionen vor.

## Zusammenarbeiten
Der Chor tritt gelegentlich auch mit Instrumentalisten und Orchestern auf. Zu den Gastdirigenten gehörten zum Beispiel Marcus Creed, Howard Arman und Hartmut Haenchen. Im Konzertplan stehen regelmäßig Gastspiele beim Bachfest Leipzig, den Telemann-Festtagen Magdeburg, den Carl-Loewe-Festtagen Löbejün und den Frauenkirchen Bachtagen Dresden. Zudem gab es Auftritte beim MDR Musiksommer sowie beim Rheingau Musikfestival. 
Mit dem auf historischen Instrumenten musizierenden Händelfestspielorchester Halle besteht seit vielen Jahren eine Zusammenarbeit. In der Vergangenheit folgte das Ensemble über einen langen Zeitraum hinweg der Einladung Ludwig Güttlers in die Frauenkirche Dresden, um dort unter seiner Leitung gemeinsam mit den Virtuosi Saxoniae u. a. Händels Messiah aufzuführen.

## Leiter
- 1963–1980: Siegfried Bimberg
- 1980–1999: Andreas Göpfert
- 1999–2003: Helko Siede
- 2003–2009: Sebastian Reim

Reim ist als Chordirigent, Tenorsolist, Cembalist und Organist tätig. Frühe musikalische Bildung erhielt er als Mitglied des Dresdner Kreuzchores. Vor einem Studium in Leipzig legte er dort die Diplome Kirchenmusik (A) und Gesang ab. Er begann mit seiner Konzerttätigkeit noch während seines Studiums in Leipzig. Zusammenarbeiten folgten mit dem MDR-Sinfonieorchester, dem Philharmonischen Staatsorchester Halle, dem Bach Collegium München oder mit dem Salzburger Bachchor. Sebastian Reim sang als Oratorientenor mit dem Dresdner Kreuzchor, dem Thomanerchor Leipzig, den Universitäts- und Hochschulchören Leipzig, Dresden, Weimar und Görlitz, dem Bach-Verein Düsseldorf, dem Bachchor Kassel oder den Posener Nachtigallen (Polen). Mit dem MDR-Rundfunkchor Leipzig übernahm Sebastian Reim auch Choreinstudierungen. Für den Kompositionswettbewerb 2006/2007 wurde er dort in die Jury berufen.
- seit 2010: Tobias Löbner

Löbner wurde 1986 in Zwickau geboren und studierte Chor- und Orchesterleitung in Weimar bei Jürgen Puschbeck und Nicolas Pasquet.
Er studierte Chor- und Orchesterleitung an der Hochschule für Musik Franz Liszt Weimar. Seit 2014 ist Tobias Löbner als Dozent für den Bereich Chorleitung an der Hochschule für Musik und Theater »Felix Mendelssohn Bartholdy« Leipzig tätig und außerdem künstlerischer Leiter des Hochschulchores.

## CD-Einspielungen
- 1993 Ostro Picta / Gloria / Magnificat von Antonio Vivaldi, mit Virtuosi Saxoniae und Solisten, Leitung Ludwig Güttler
- 1995 „Herr, dein Ohren zu mir neige“ Geistliche Chormusik aus Frühbarock und Romantik, Leitung Andreas Göpfert
- 1998 „Mendelssohn in England“ Englische Chor- und Orgelmusik von Mendelssohn & Freunden, Leitung Andreas Göpfert
- 1998 La bella Ninfa Europäische Madrigale um 1600, Leitung Andreas Göpfert
- 1999 Johannes-Passion von Johann Sebastian Bach, Leitung Ludwig Güttler
- 2004 Bernd Franke Gewandhausorchester Leipzig, Kurt Masur Hallenser Madrigalisten Leipziger Streichquartett
- 2005 Die liebe Maienzeit Volkslieder und gesellige Chorlieder des 16. Jahrhunderts
- 2013 Cantare e morire – Madrigale aus fünf Jahrhunderten. Madrigale von d’India, Monteverdi, de Rore, Weismann, einer UA von Klimek u. a.